# Sanduíche de feijão cozido
Sandes (português europeu) ou sanduíche (português brasileiro) de feijão cozido é um sanduíche composto de feijão cozido entre duas fatias de pão, que pode incluir guarnições como alface e coberturas como maionese ou ketchup.
Receitas de um sanduíche de feijão cozido podem ser encontradas desde 1909. O livro, Cooking For Two de Janet McKenzie Hill, sugere essa receita como um "substituto para o cozimento sem carne" e é um sanduíche muito mais elaborado em comparação com sua manifestação mais comum atualmente.
Muitas receitas antigas descrevem essencialmente o mesmo produto que se tornou popular hoje; porém, além disso, incitam adições elaboradas de enfeites e temperos. Hill sugere:
| “ | Passe manteiga em duas fatias de pão integral de Boston; em uma delas, coloque uma folha de alface com uma colher de chá de molho para salada; sobre o molho, coloque uma colher de sopa generosa de feijão cozido frio, depois outra folha de alface e molho; em seguida, finalize com uma segunda fatia de pão, uma colher de sopa de feijão, uma florzinha de couve-flor e uma colher de chá de molho sobre a couve-flor. | ” |

A versão da área de Boston do sanduíche evita coberturas e guarnições, sendo composta simplesmente de feijão cozido entre duas fatias de pão integral de Boston.